# Boloria napaea
Boloria napaea es un insecto lepidóptero ropalócero de la familia Nymphalidae. Hoffmannsegg, 1804.

## Distribución
Se distribuye por el este de los Pirineos (incluyendo Andorra), Alpes centrales, Fenoscandia, sur de Siberia, macizo de Altái, río Amur, Alaska y Wyoming.

## Hábitat
Vive en prados alpinos y subalpinos con flores. La oruga se alimenta de Viola y Persicaria vivipara.

## Periodo de vuelo e hibernación
Una generación entre finales de junio y agosto. Hibernación como oruga joven; en los lugares más fríos el desarrollo larvario dura dos temporadas.

## Boloria napaea napaea

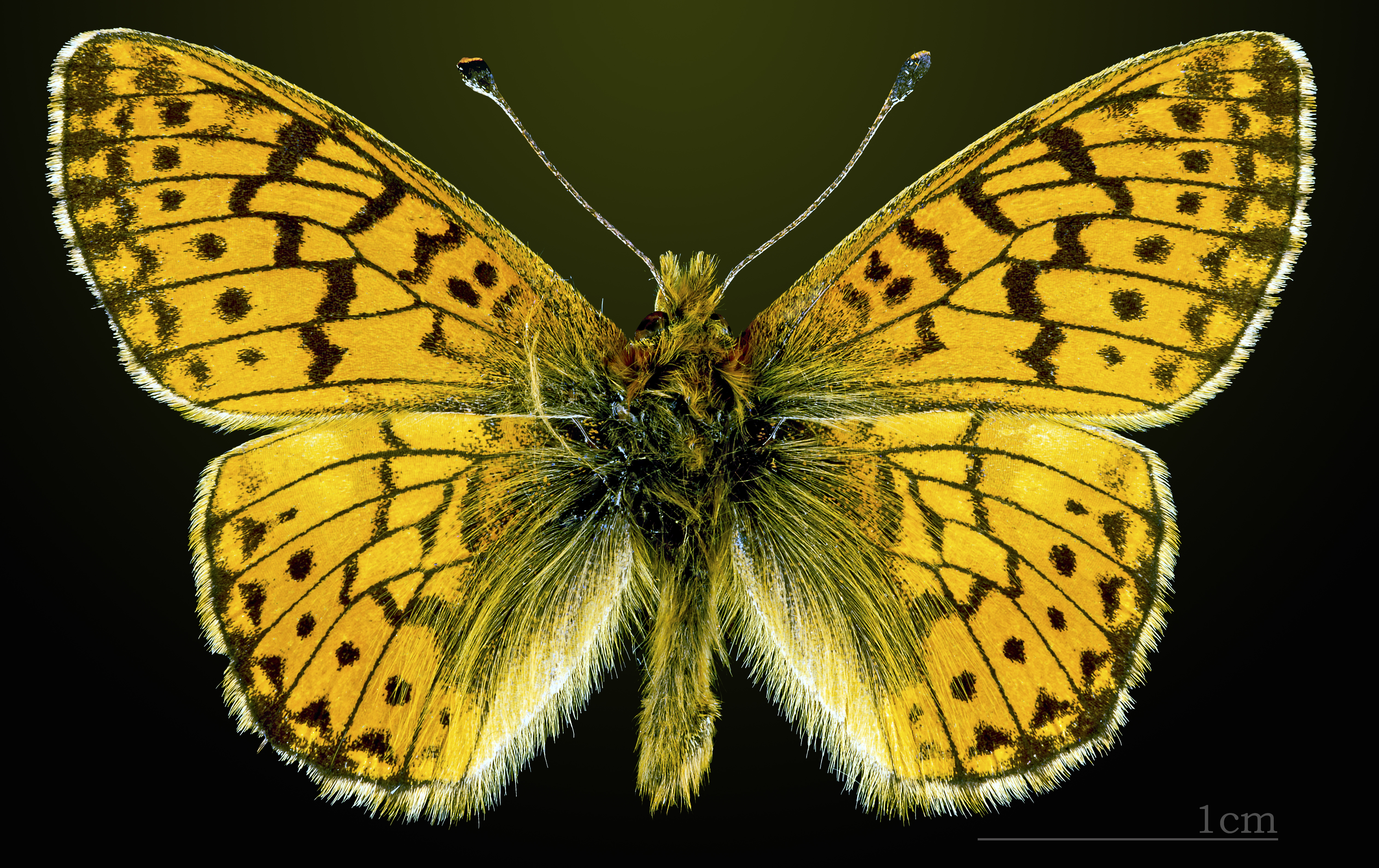
♂
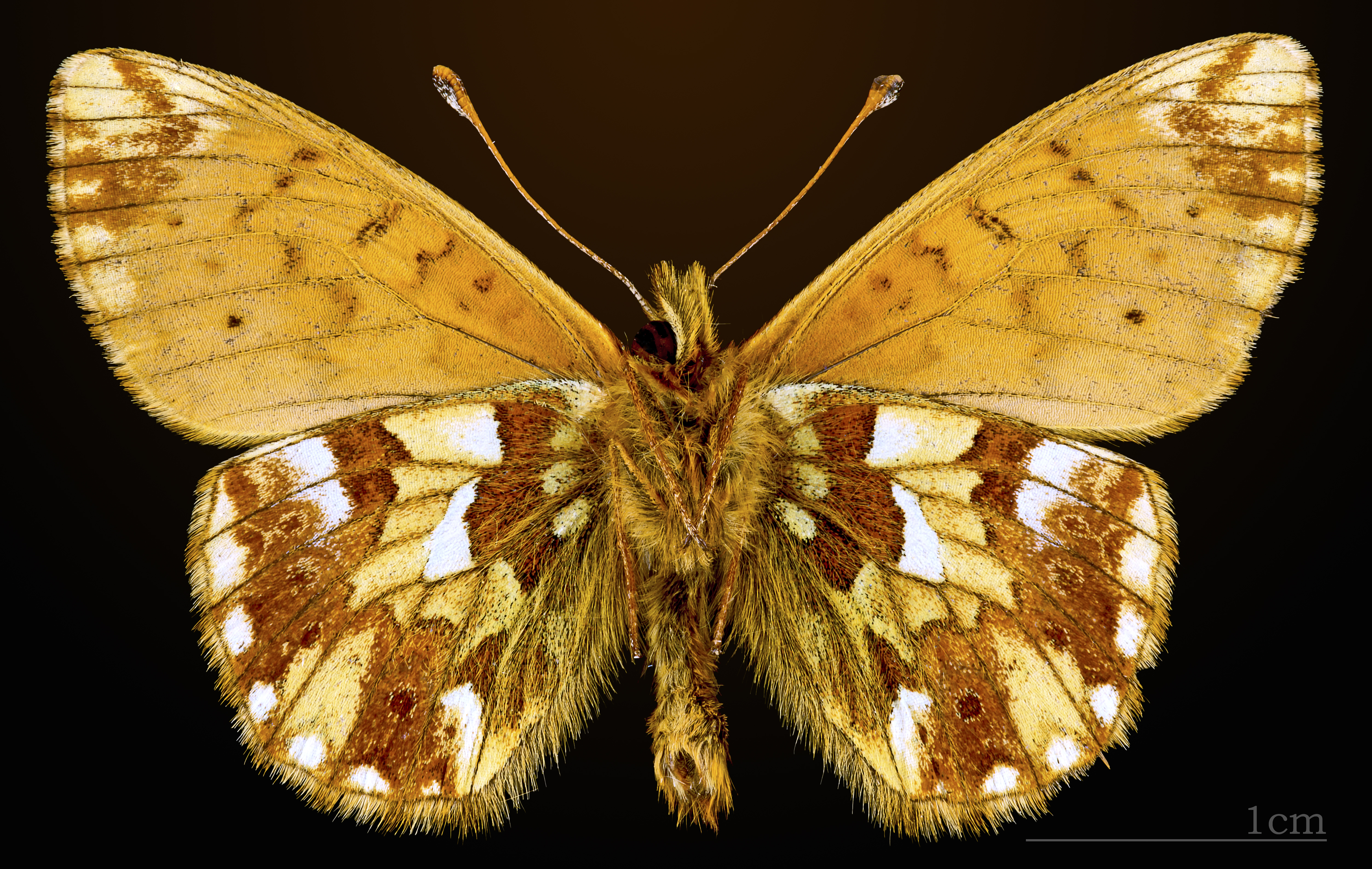
♂ △
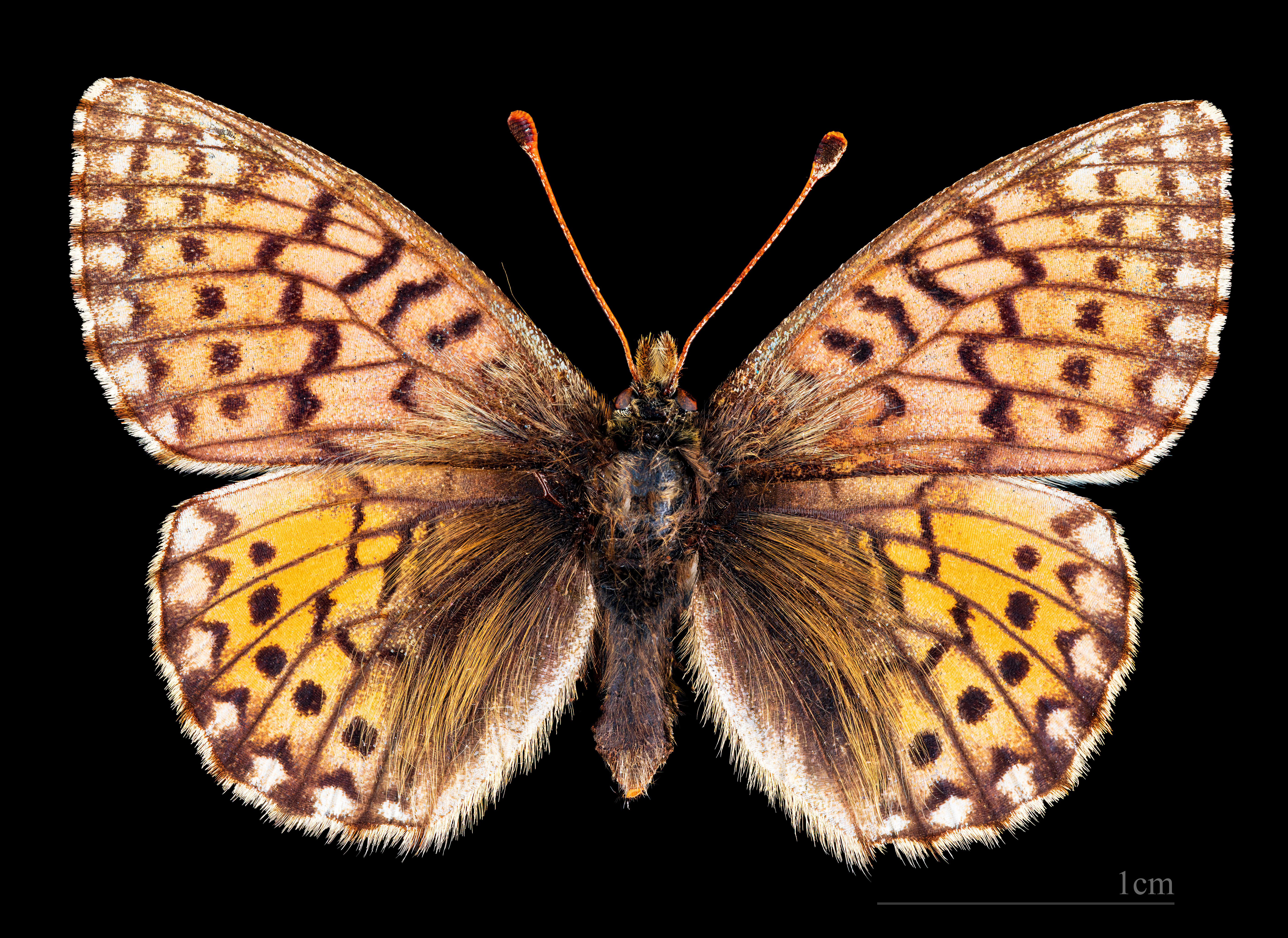
♀
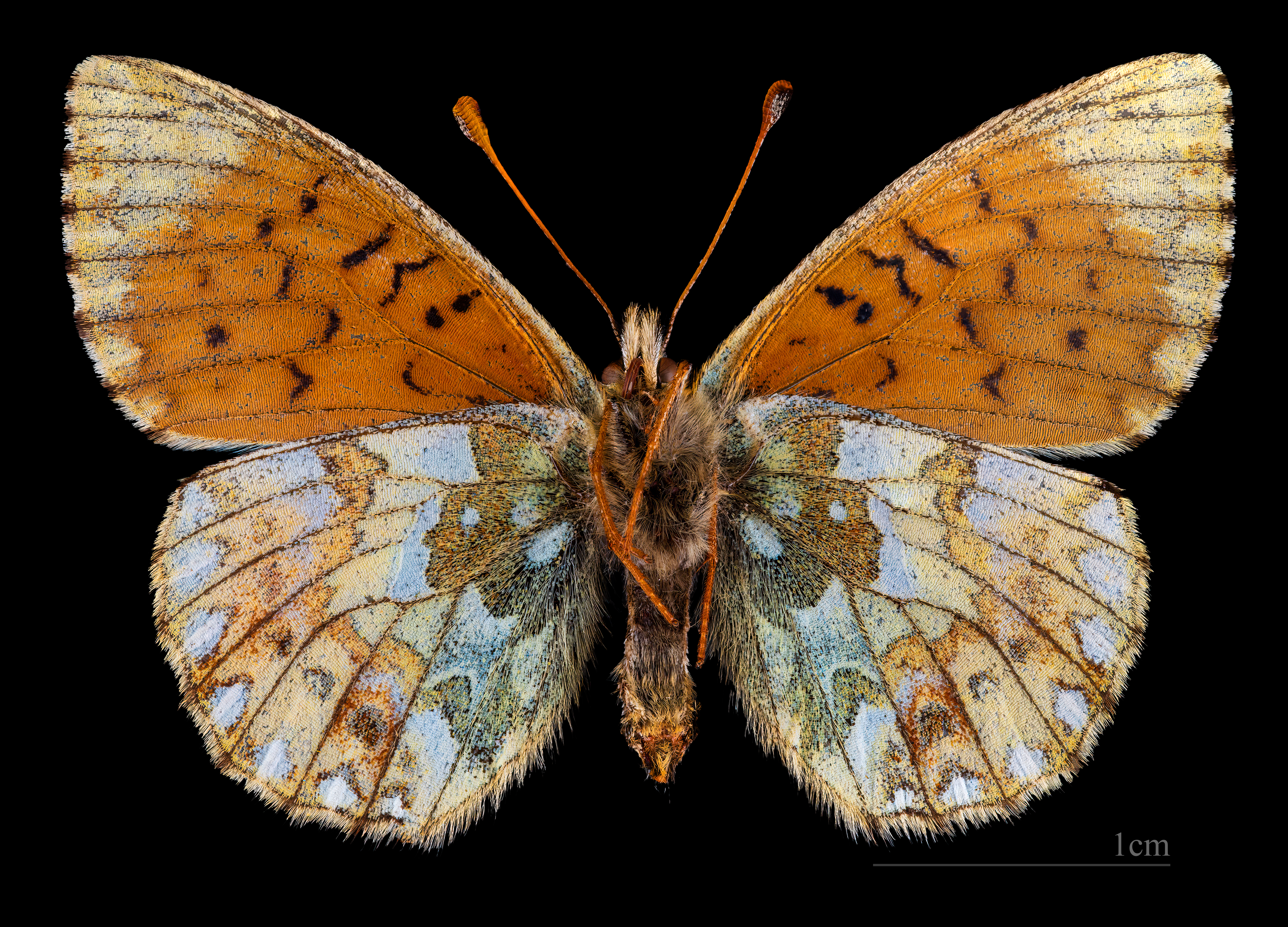
♀ △